# Anzoátegui
Anzoategui je jeden ze 23 států Venezuely a leží na severovýchodě země. Hlavní město se jmenuje Barcelona. Stát byl pojmenován po venezuelském hrdinovi boje za nezávislost země, Josém Antoniu Anzoáteguiovi.
Anzoategui leží na pobřeží Karibského moře. Sousední státy jsou Monagas a Sucre na východě, Bolívar na jihu a Guárico na západě.
Hospodářství státu dominuje hlavní venezuelský exportní artikl, ropa. Jedna z největších rafinérií ropy Latinské Ameriky, Complejo Petroquímico de Jose má své sídlo v Anzoategui. Dalšími důležitými odvětvími jsou turistika a rybářství.